# Mike Zoss Productions
Mike Zoss Productions es una compañía productora cinematográfica fundada por los hermanos Coen. La compañía produjo su primera película, O Brother, Where Art Thou?, en el año 2000 y ha producido la serie dramática de FX Fargo.

## Películas
- O Brother, Where Art Thou? (2000)
- Down from the Mountain (2000)
- The Man Who Wasn't There (2001)
- Intolerable Cruelty (2003)
- Bad Santa (2003)
- The Ladykillers (2004)
- No Country for Old Men (2007)
- Burn After Reading (2008)
- A Serious Man (2009)
- True Grit (2010)
- Inside Llewyn Davis (2013)
- Hail, Caesar! (2016)
- La balada de Buster Scruggs (2018)

## Televisión
- Fargo (2014-presente)